# Камень-Мугдыкын
Камень-Мугдыкын — небольшой остров, принадлежащий Российской Федерации в Тихом океане, расположенный в северо-восточной части залива Одян Тауйской губы Охотского моря. Расположен в 280 метрах от материка. Входит в состав Ольского района Магаданской области. Постоянного населения нет.